# Bereden wapen
Een bereden wapen is een onderdeel van de krijgsmacht dat zich oorspronkelijk te paard verplaatste.
Binnen de Nederlandse krijgsmacht bestaan 3 bereden wapens:
- Artillerie
- Cavalerie
- Marechaussee

In het verleden behoorden de Militaire Wielrijders ook tot de bereden wapens.